# Посёлок учхоза «Пригородный»
Посёлок учхо́за «При́городный» — населённый пункт в составе городского округа г. Нижнего Новгорода. 
Административно относится к Советскому району города Нижнего Новгорода.
Ранее входил в состав Ройкинского сельсовета Кстовского района.

## Население
| 2002 | 2010 |
| ---- | ---- |
| 11   | ↘5   |